# Réduction des émissions de gaz à effet de serre dues à la déforestation et à la dégradation des forêts
Pour les articles homonymes, voir Red.
La réduction des émissions de gaz à effet de serre dues à la déforestation et à la dégradation des forêts  est une initiative internationale et transnationale lancée en 2008. Elle vise à lutter contre le réchauffement climatique provoqué par les émissions de gaz à effet de serre induites par la dégradation, destruction et fragmentation des forêts. Elle est coordonnée par l'ONU qui a mis en place le programme UN-REDD (en). Elle s'appuie sur des incitations financières et est indirectement liée au marché du carbone.

## Qui doit mettre en œuvre cette initiative?
La réduction des émissions de gaz à effet de serre dues à la déforestation et à la dégradation des forêts fait appel à une diversité d'acteurs :
- institutions internationales (programme Forest Carbon Partnership Facility de la Banque mondiale) ;
- États (ex. : International Climate and Forest Initiative de la Norvège, International Forest Carbon Initiative de l'Australie, etc.) ;
- entreprises (le programme REDD+ est soutenu, par exemple, par l' International Tropical Timber Organization, un lobby d'entreprises forestières travaillant dans le secteur des bois tropicaux, qui défend une conception fondée sur le développement durable de l'exploitation des forêts tropicales) ;
- ONG ;
- certaines agences de l'ONU (PNUD, PNUE et FAO) ont créé le programme UN-REDD (en). Il doit aider les pays en développement à mettre en place des politiques de lutte contre la déforestation. Ces mesures comprennent le renforcement des capacités, la gouvernance, l'engagement des peuples autochtones et des besoins techniques.

La première série initiale de neuf pays comprenait la Bolivie, la République démocratique du Congo, l'Indonésie, le Panama, la Papouasie-Nouvelle-Guinée, le Paraguay, la Tanzanie, le Vietnam et la Zambie. À ce jour, ces pays auraient bénéficié de la somme, modeste, de 48,3 millions de dollars.

## Objectifs et enjeux
Le premier objectif est de lutter contre le réchauffement climatique, mais implique et vise aussi d'autres effets, dont 
- un contrôle de la mise en œuvre réelle de l'ensemble des sous-programmes visant à lutter contre la déforestation, en particulier à travers un programme de monitoring (surveillance), dit de « mesure, de vérification et de publication » du couvert forestier (MRV - Monitoring, reporting and verification of forest cover).
- la préservation et la restauration de la biodiversité.

## Difficultés
L'initiative se heurte à de nombreux obstacles, tenant à la non-concrétisation des accords bilatéraux entre pays, à une implémentation imparfaite de celle-ci, à des effets pervers concernant la protection des peuples autochtones, et à un ensemble de critiques l'accusant de favoriser une conception d'un capitalisme vert, qui serait incapable de répondre aux défis du XXIe siècle.
Début 2011, le mécanisme REDD+, selon un rapport d’experts mondiaux (Global Forest Expert Panel on International Forest Regime)  ainsi que d’autres accords internationaux sur les forêts, ne pourront pas lutter efficacement contre la déforestation, notamment parce que ne prenant pas assez en compte les besoins locaux ni la demande croissante en terres agricoles et l'impact des biocarburants en termes de déforestation. Par exemple, selon Greenpeace, malgré le moratoire signé entre l'Indonésie et la Norvège, près de 5 millions d’hectares de forêt ont été détruites en 2011 car l’administration a « oublié » d’inclure de vastes étendues de forêts dans le cadre du plan d’interdiction d'abattage.

## Financements
Les crédits, doivent être apportés par les pays industrialisés et riches (la Norvège, suivie du Danemark, étant les donateurs principaux). Ils doivent aider les pays en développement à intégrer les préoccupations environnementales à leur politique de développement.
La Banque mondiale a créé un fonds de 300 millions de dollars dédié aux aspects « carbone », le Forest Carbon Partnership Facility (FCPF).
Une autre institution de la Banque mondiale, le Partenariat pour le carbone (PCF), concerne des domaines comme le secteur de l'énergie, les transports, le développement urbain et d'autres domaines liés au développement de  l'efficacité énergétique là où les gaz à effet de serre sont générés.

## Les questions clés

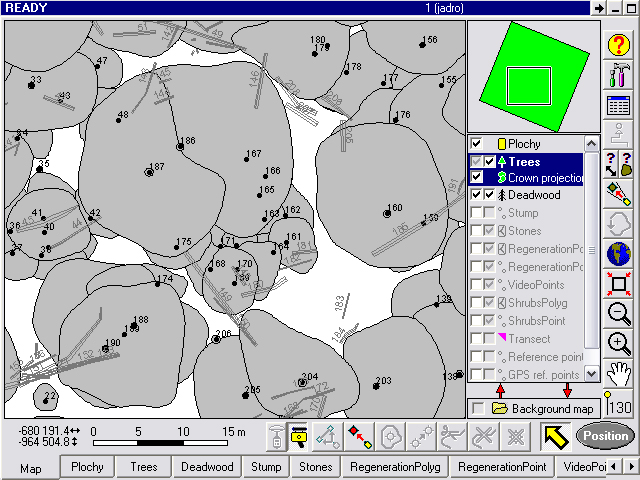
Exemple de cartographie de la structure de la forêt sur une placette permanente, utilisée pour le suivi de la couverture forestière

Le monitoring MRV fait partie des tâches principales du programme REDD. Il tente ainsi d'estimer le plus précisément possible les émissions de carbone de chaque site, afin d'établir une base de données référentielle permettant de suivre l'évolution du volume du stock du carbone en temps réel.
Ceci requiert une analyse multifactorielle complexe. Les données incluent une combinaison de mesures au-dessus du sol, au niveau du sol, de la biomasse souterraine existante à l'intérieur de la zone du projet, des photographies aériennes et des données issues de programmes de télédétection. La mesure directe des paramètres de la forêt, comme la hauteur des arbres, leur diamètre, la taille des houppiers, le profil du tronc, l'identification des espèces permet d'établir des équations allomètriques.
Pour effectuer ces mesures on utilise fréquemment des solutions informatisées. Celles-ci combinent la télédétection avec les mesures dendrométriques et permettent d'obtenir des résultats précis (surveillance à long terme des placettes permanentes ou transects, les mesures répétitives). Les données recueillies sur le terrain lors des inventaires forestiers nationaux peuvent être utilisées pour la surveillance du couvert forestier (MRV). Cette méthode est utilisée par exemple pour les inventaires en Russie, Hongrie, Belgique, Islande, Pérou. Le Center for Global Development (en), un think-tank américain, participe à ce programme de télédétection via son programme FORMA[Quoi ?] .

## Pour un mécanisme REDD+ efficace
REDD+ signifie Réduction des émissions issues de la déforestation et de la dégradation forestière, et l’ajout du « + » correspond à la prise en compte de l’augmentation des stocks de carbone, par exemple via des pratiques sylvicoles adaptées ou des plantations. Son principe est de rémunérer les pays en développement et émergents via des contributions provenant des pays industrialisés, que ce soit par le biais d’un marché ou d’un fonds. Bien que l’intensification, c’est-à-dire l’augmentation de la productivité à l’hectare, soit une variable clé pour la conservation forestière à long terme, le problème ne peut être résolu par cette simple prescription. Il n'y a pas de relation simple et univoque entre l’évolution des systèmes agricoles et la déforestation en zone tropicale. Pourtant, la grande tendance à suivre reste l’augmentation des rendements, sans pour autant faire reposer cette augmentation principalement sur l’apport d’intrants chimiques qui accroissent la quantité d’émissions de gaz à effet de serre. Une des solutions pourrait théoriquement résider dans la diffusion rapide d’un type d’agriculture intensif dans certains pays/régions – et nonobstant nombre de conséquences problématiques, par exemple la spécialisation géographique impliquant une logique restrictive de conservation des ressources naturelles pour le monde en développement. Cette voie tend à exploiter au maximum les conditions favorables de certaines régions pour l’agriculture, afin de préserver indirectement d’autres pays/régions aux conditions moins favorables (stratégie connue sous le nom de « common agricultural pools »).
Il reste à déterminer en quoi un mécanisme REDD+ pourrait représenter une incitation pour cette stratégie globale, dans la mesure où les zones peu favorables à l’agriculture verraient un avantage économique à toucher les dividendes de REDD+ en minimisant leurs surfaces agricoles, et inversement pour les autres zones.
Des politiques publiques d’accompagnement sont nécessaires. Cela peut se comprendre de quatre manières au moins.
a) Promouvoir les changements d’itinéraires techniques
Il ne faut pas escompter de changements spontanés dans les itinéraires techniques qui puissent concourir aux objectifs de conservation forestière. Les agriculteurs montrent une forte tendance à adopter des systèmes extensifs lorsque les terres sont abondantes, afin de pallier la rareté des autres facteurs de production tels que le travail et le capital.
b) Harmoniser les politiques publiques sectorielles
La seconde manière d’interpréter le besoin de politiques publiques d’accompagnement équivaut à admettre le rôle majeur d’une harmonisation des mesures ayant un impact direct ou indirect sur le couvert forestier. Il s’agit là des « politiques affectant les forêts », et qui incluent tous secteurs d’activité ayant un impact significatif : commerce, fiscalité, infrastructures, contrôle du territoire, programmes favorisant les migrations humaines, etc. Il apparaît qu’une stratégie restreinte à un seul secteur d’activité – ici l’agriculture – et non harmonisée avec les autres secteurs d’activité – par ex. la construction d’infrastructures routières – serait vouée au mieux à des résultats mitigés et temporaires, au pire à l’échec. Le « signal prix » que constituerait un marché carbone pourrait en soi être capable d’orienter les décisions propices à la réduction des émissions et donc l’harmonisation des politiques si cette harmonisation devait conduire à atteindre l’objectif. Cette vision est cependant quelque peu déconnectée de la réalité. L’économie politique ainsi que les problèmes de gouvernance doivent aussi faire partie de l’analyse.
c) Adopter le principe des Paiements pour Services Environnementaux (PSE)
Le principe des Paiements pour Services Environnementaux (PSE) pourrait occuper une large place à l’avenir. Le principe : les bénéficiaires d’un service environnemental passent des contrats volontaires avec les fournisseurs de ce service (qui ont le contrôle de la ressource naturelle) en conditionnant leurs récompenses au maintien du service. Ici, les PSE consisteraient en des mesures visant à conditionner le soutien à l’adoption des bons itinéraires techniques agricoles, à l’absence de défrichements excessifs dans les terres proches. Les agriculteurs et propriétaires terriens bénéficieraient ainsi de la possibilité d’utiliser des techniques capables d’augmenter leur production et revenus, et simultanément les conséquences adverses en termes de défrichement pourraient être minimisées. En d’autres termes, le principe est de bénéficier des financements du REDD+ au titre d’un service écosystémique (régulation climatique via la réduction des émissions de CO2), afin de promouvoir une révolution agricole qui serve d’une part les intérêts des populations pauvres en insuffisance alimentaire, et d’autre part n'obère pas le défi alimentaire d'une production alimentaire mondiale substantiellement accrue d’ici 2050.
d) Agir sur la demande globale
La quatrième manière d’interpréter le besoin de politiques d’accompagnement fait référence à la question de la demande en produits agricoles. Lorsque la production augmente, la demande tend à augmenter aussi en réaction à la baisse des prix. Ce phénomène est connu sous le nom d’ « effet rebond ». Il repose sur le comportement des consommateurs et leur tendance à augmenter leur consommation lorsque le pouvoir d’achat le permet. Il est parfois envisagé d’agir au niveau des régimes alimentaires dans le monde, aussi bien dans les pays en développement que dans les pays développés afin de faire converger la demande par habitant globalement, par exemple en essayant de réduire la part des produits laitiers et de la viande.
Cette voie est certainement nécessaire, mais elle s’avère extrêmement ambitieuse. L’efficacité des programmes d’éducation afin de changer les habitudes alimentaires dans les pays développés semble encore peu prouvée, et il est politiquement sensible de recommander aux populations des pays en développement de ne pas suivre les régimes alimentaires des pays industrialisés. Une autre solution envisagée consiste à mettre en place des systèmes qui feraient peser sur les produits agricoles une sorte de taxe relative au contenu carbone des produits, sur le mode des engagements pris dans le cadre de la Convention Climat mais sa mise en œuvre est encore considérée comme très problématique.

## Le programme européen FLEGT
L'Union européenne (UE) a mis en place un programme semblable, le Plan d'action sur l'application de la législation forestière, la gouvernance et les échanges commerciaux (FLEGT), qui vise principalement, à partir d'accords de partenariat volontaire (APV), à certifier l'origine légale du bois importé dans l'UE et ainsi à lutter contre l'abattage illégal.
Des accords APV ont ainsi été passés avec le Ghana, la République démocratique du Congo, le Liberia, le Cameroun, la République du Congo, etc.